# Schlacht am Moyry Pass
Clontibret – Carrickfergus – Yellow Ford – Curlew Pass – Cahir Castle – Moyry Pass – Kinsale – Dunboy
Die Schlacht am Moyry Pass (irisch Cath Bhealach an Mhaighre, englisch Battle of Moyry Pass) fand im September und Oktober 1600 während des Neunjährigen Kriegs in den nördlichen Counties Armagh und Louth in Irland statt. Dies war die erste größere Kampfhandlung nach dem im Jahr 1599 vereinbarten Waffenstillstand zwischen dem irischen Rebellen Hugh O’Neill, 2. Earl of Tyrone und den englischen Truppen unter Charles Blount, 1. Earl of Devonshire.

## Vorgeschichte
Die Strategie von Blount gegen O’Neills Rebellion war die Begrenzung von O’Neills Territorium in Ulster durch befestigte Garnisonen an den Grenzen. Zu diesem Zweck beorderte Blount Seestreitkräfte in die Städte Derry und Carrickfergus. Im September 1600 begab sich Blount von Dublin aus nach Dundalk, um von dort aus eine Garnison bei Armagh wieder aufzubauen, die nach der Schlacht am Yellow Ford (1598) verlassen wurde.
Am 17. September 1600, verließ Blount mit seinen Truppen Dundalk, um über Newry nach Armagh zu gelangen. Der Moyry Pass (auch: Gap of the North) war der einzige Weg, um nach Ulster zu gelangen, und dieser war von O’Neill mit Schützengräben und Barrikaden befestigt.

## Die Schlacht
Die englischen Truppen erreichten den Pass am 20. September aus südlicher Richtung und bezogen ihr Lager am Fughart Hill. Am 25. September, im Schutz eines nebligen Tages, unternahm der Offizier Thomas Williams, der schon bei der Schlacht von Yellow Ford dabei war, einen Erkundungsritt, um die irischen Verteidigungslinien auszukundschaften; 12 englische Soldaten starben dabei, 30 wurden verletzt. In den nächsten sechs Tagen, bis zum 2. Oktober, verhinderte starker Regen Aktionen beider Seiten. Das Wetter war ein entscheidender Faktor, denn die Luntenschloss-Musketen dieser Zeit hätten bei nassem Wetter nicht funktioniert.
Am 2. Oktober, führte Sir Samuel Bagnall sein Infanterie-Regiment als Vorhut in den Pass. Die englischen Truppen durchbrachen die ersten Barrikaden und das Regiment von Sir Thomas Bourke führte sie zu den nächsten Verteidigungslinien. Nach dem Durchbrechen der zweiten Verteidigungslinie erkannten die Engländer zu spät, dass sie in eine Falle gelaufen waren und nun von drei Seiten unter Beschuss standen. Sie versuchten vergeblich, die irischen Rebellen aus ihren gesicherten Stellungen zu locken, und zogen sich nach drei Stunden zurück, was ihnen nur knapp gelang, da ihnen die Iren folgten. Obwohl die tatsächliche Opferzahl vermutlich höher lag, gaben offizielle (englische) Stellen lediglich 46 Tote und 120 Verwundete an.
Am 5. Oktober versuchte Blount den schwer bewachten Pass zu umgehen, indem er zwei Regimenter linksseitig des Passes in hügeliges Gebiet vorrücken ließ. Zur Ablenkung schickte er ein weiteres Regiment von Reitern direkt in den Pass, doch sämtliche Versuche, Gebiete zu erobern, scheiterten. Die offizielle englische Opferzahl dieser Operation belief sich auf 50 Tote und 200 Verletzte; auch diese Zahlen lagen vermutlich höher.
Am 9. Oktober beklagte sich der englische Offizier Geoffrey Fenton darüber, dass man keinen Schritt vorangekommen sei. Blount gab schließlich den Plan auf, den Pass zu stürmen und zog seine Armee nach Dundalk zurück. Doch am 14. Oktober erreichte das englische Camp das Gerücht, dass O’Neill den Pass verlassen und seine Truppen zu einem Crannóg am Lough Lurcan zurückgezogen hatte. Blount verstand nicht, warum O’Neill eine so starke Verteidigungsposition aufgeben sollte, vermutete aber eine Knappheit an Munition oder Nahrung oder aber O’Neills Angst vor einem Flankenangriff. Tatsächlicher Grund war aber, dass O’Neills Truppen aus diversen Clans bestanden, die ihre eigenen Angelegenheiten verfolgten und nicht für längere Zeit zusammen blieben.
Blount besetzte am 17. Oktober ohne Gegenwehr den Pass und zerstörte die irischen Verteidigungsanlagen. Er marschierte weiter nach Carrickban, kurz vor Newry. Nach einem kurzen Stopp in Carrickban erreichte er mit seinen Truppen am 2. November den Ort Mountnorris (auf halber Strecke zwischen Newry und Armagh), wo er eine Befestigung errichten ließ. In dieser Befestigung blieben 400 Mann unter der Führung von Edward Blaney zurück.
Auf dem Rückweg nach Dundalk über Carlingford gerieten die englischen Truppen nahe dem Fathom Pass am 13. November erneut unter Beschuss von O’Neills Truppen. Knapp 20 englische Soldaten wurden getötet, etwa 80 verwundet.
Die Schlacht am Moyry Pass war eigentlich eine Patt-Situation. Blount konnte den Pass nicht erobern, O’Neill im Gegenzug aber auch seine Truppen nicht lange genug zusammenhalten, um ihn zu verteidigen.